# Sigillo (Italia)
Sigillo è un comune italiano di 2 284 abitanti della provincia di Perugia in Umbria.

## Geografia fisica
- Classificazione climatica: zona E, 2287 GR/G

## Storia
Il territorio di Sigillo, in epoca preromana, era abitato, come dice Plinio il Vecchio (79 d.C.) nella sua Naturalis Historia, dalla popolazione umbra dei Suillates; in epoca imperiale ebbe il municipium di Suillum, retto dai magistrati "Duoviri". Attraversato dall'importante via Flaminia, costruita nel 220 a.C., a 127 miglia da Roma, per raggiungerla erano necessari tre giorni di viaggio a piedi.
Frammenti di iscrizioni, qualche capitello, rocchi di colonne, ville suburbane e tombe testimoniano la notevole estensione dell'abitato in epoca romana. I Goti di Alarico, nel 409 d.C., in transito verso Roma per saccheggiarla (24 agosto 410 d.C.), lasciarono dietro di loro soltanto rovine: oltre 100.000 persone tra uomini, donne, vecchi e bambini, con carri trainati da buoi e cavalli, spogliavano e mettevano a ferro e fuoco quanto trovavano. La poca popolazione rimasta, rifugiatasi nelle grotte e nei boschi, dovette ancora subire i disastri della ventennale guerra tra i Bizantini di Narsete e i Goti di Totila, lo sfortunato re che morì la sera stessa della battaglia, nel luglio del 552 d.C., a Caprara, territorio di Tadinum.
Con la venuta dei Longobardi, pochi anni più tardi, il suo territorio fece parte del Ducato di Spoleto e del Gastaldato di Nocera, che poi con i Franchi di Carlo Magno si trasformò nella Contea di Nocera, nel Ducato di Spoleto. Cambiato il nome latino in Sigillum, la Pieve di S. Andrea dal secolo VII o VIII, continuò a testimoniare una presenza continua di popolazione.
Fu dominato dai conti longobardi di Nocera: si ricordano, tra gli altri, Monaldo, Offredo, Rodolfo e Vico detto Lupo (tutti discendenti dal duca di Spoleto Ildebrando e dai re d'Italia Liutprando, Ansprando ed Ildebrando).
L'imperatore Federico II, capo dei ghibellini in Italia, venendo da Fano nel 1230, parteggiando Sigillo per la parte guelfa, lo distrusse. 
Nel sec. XIII Perugia cercava di estendere il suo dominio nei territori circostanti, lo ricostruì nel 1274, come castello importante di confine difeso da una possente rocca, formando l'attuale centro storico nei quattro quartieri, S. Maria, San Martino, S. Pietro e S. Andrea.
Conteso dai Baglioni di Perugia, Boldrino da Panicale, Azzo dei Castelli, Braccio da Montone, dai Montefeltro di Urbino, nel 1500 fu saccheggiato da Cesare Borgia. Nella metà del Cinquecento entrò a far parte dello Stato Pontificio dopo la famosa "guerra del sale". Tra il popolo sigillano quando c'è da affrontare una grande spesa, è rimasto ancora il proverbio: "mi costa più che il sale a Perugia". Il 14 settembre 1860 fu annesso al Regno d'Italia.

### Simboli
Lo stemma comunale è stato riconosciuto con DCG del 9 febbraio 1935.
(Art. 5 dello Statuto comunale)
Il gonfalone, concesso con DPR del 10 maggio 1972, è un drappo partito di bianco e di azzurro.

## Monumenti e luoghi d'interesse
La cittadina di impianto medioevale è posta sull'antica via Flaminia. Fuori dall'abitato rimane, a testimonianza della strada romana, il Ponte Spiano.
L'edificio religioso principale è Pieve di Sant'Andrea, di antica origine ma rifatta nell'800, che possiede pregevoli tele e arredi ed un organo del veneziano Gaetano Callido del 1793 che ha sostituito un organo seicentesco già nella chiesa degli Agostiniani e venduto a metà ottocento alla chiesa parrocchiale di Pieve di Compresseto.
L'altra chiesa importante della cittadina è la chiesa di Sant'Agostino costruita tra il 1788 ed il 1791 dall’architetto svizzero Giacomo Cantoni su una preesistente chiesa duecentesca dedicata a santa Caterina di Alessandria, di cui rimane la cripta eponima. Dietro l'altare maggiore è una tela con l'Annunciazione firmata e datata 1617 in una iscrizione in basso a sinistra dal pittore sigillano Ippolito Borghese che la inviò da Napoli dove risiedeva. La stessa iscrizione menziona anche il committente Graziano Graziosi, terziario agostiniano e suo concittadino. All'interno è anche un organo del Settecento di Sebastiano Vici di Montecarotto.
Poco fuori dall'abitato, sull'antica via Flaminia ed oggi presso il cimitero, è la chiesa di Sant'Anna. Edificata alla metà del Quattrocento come oratorio della Confraternita omonima, conserva ancora la facciata rinascimentale alla quale fu aggiunta un portico secentesco poi chiuso.
Nel territorio la Chiesa di Santa Maria di Scirca, romanico-gotica, è ricca di affreschi quattrocenteschi di Ottaviano Nelli e di Matteo da Gualdo. 
Interessante la Chiesa di Santa Maria della Fraternita dei Disciplinati, fondata nel 1329 dall'agostiniano fra Nicola da Sigillo del vicino convento, con l'approvazione del vescovo di Nocera, il beato Alessandro Vincioli (1327-1363). Pochissimo rimane della rocca, monastero delle Agostiniane dal 1547.
Il territorio è anche ricco di valori ambientali montani, appenninici, incentrati soprattutto dalla zona del monte Cucco.

## Società

### Evoluzione demografica
Abitanti censiti

## Cultura

### Eventi
Nella notte tra il nove e il dieci dicembre si celebra la Festa della Venuta, con l'accensione di grandi falò.
Il 26 luglio si celebra la festa del patrono della città, Sant'Anna.

## Amministrazione
| Periodo        | Periodo        | Primo cittadino                 | Partito                                                       | Carica  | Note  |
| -------------- | -------------- | ------------------------------- | ------------------------------------------------------------- | ------- | ----- |
| 7 giugno 1985  | 7 giugno 1990  | Renzo Spigarelli                | Partito Comunista Italiano                                    | Sindaco | [ 8 ] |
| 14 giugno 1990 | 23 aprile 1995 | Catia Mariani                   | Partito Comunista Italiano Partito Democratico della Sinistra | Sindaco | [ 8 ] |
| 24 aprile 1995 | 13 giugno 1999 | Catia Mariani                   | Centro-sinistra                                               | Sindaco | [ 8 ] |
| 14 giugno 1999 | 13 giugno 2004 | Catia Mariani                   | Centro-sinistra                                               | Sindaco | [ 8 ] |
| 14 giugno 2004 | 7 giugno 2009  | Antonella Brancadoro in Minelli | Centro-sinistra                                               | Sindaco | [ 8 ] |
| 8 giugno 2009  | 25 maggio 2014 | Riccardo Coletti                | Lista civica                                                  | Sindaco | [ 8 ] |
| 26 maggio 2014 | 26 maggio 2019 | Riccardo Coletti                | Il Sigillo giusto                                             | Sindaco | [ 8 ] |
| 27 maggio 2019 | 9 giugno 2024  | Giampiero Fugnanesi             | Lista civica                                                  | Sindaco | [ 8 ] |
| 10 giugno 2024 | in carica      | Giampiero Fugnanesi             | Sigillo sei tu                                                | Sindaco | [ 8 ] |

## Sport

### Calcio
La principale squadra di calcio della città è l'A.S.D. Grifo Sigillo che milita nel girone A di Promozione

### Parapendio e Deltaplano
Sigillo è una delle più importanti mete per il volo libero. Nell'agosto 2011 si sono disputati i campionati del mondo di deltaplano vinti dall'italiano Alex Ploner.
Nella località turistica di Val di Ranco si svolge il torneo nazionale del deltaplano.